# Гамварде
Гамварде (нім. Hamwarde) — громада в Німеччині, розташована в землі Шлезвіг-Гольштейн. Входить до складу району Герцогство Лауенбург. Складова частина об'єднання громад Гое-Ельбгест.
Площа — 6,68 км2. Населення становить 853 ос. (станом на 31 грудня 2020).